# Třída Hacuharu
Třída Hacuharu (japonsky: 初春型 Hacuharu-gata) sestávala z celkem šesti „torpédoborců první třídy“ (一等駆逐艦 ittó kučikukan) japonského císařského námořnictva, postavených ve dvou sériích v letech 1931 až 1935. Jednotky třídy Hacuharu svým designem navázaly na předchozí „speciálními torpédoborce“ (Fubuki), oproti kterým se vyznačovaly menšími rozměry, menším výtlakem a slabší hlavňovou výzbrojí (pouze pět místo šesti 127mm kanónů). Další redukci – tentokrát torpédové výzbroje z 9x610 mm na 6x610 mm – si vynutily problémy se stabilitou.
Všech šest postavených jednotek bylo ztraceno během bojů v Pacifiku. Čtyři z nich měla na svědomí letadla. Jedna jednotka padla za oběť ponorce a jedna najela na minu.
U japonských jmen je rodné jméno uváděno na prvním místě a rodové jméno na druhém

## Pozadí vzniku
Zavedením „speciálních torpédoborců“ získalo císařské námořnictvo nejlépe vyzbrojené torpédoborce, které počátkem 30. let 20. století neměly konkurenci (konkurovat jim mohly pouze tzv. vůdčí lodě flotil torpédoborců). Po neúspěšné ženevské odzbrojovací konferenci byla 15. října 1927 ustanovena komise pro studium zbrojních limitů (gunbi seigen kenkjú iinkai), která měla posoudit možnosti omezení zbrojení císařského námořnictva. Kičisaburó Nomura – předseda této komise a zástupce náčelníka námořního generálního štábu – předložil 19. září 1928 zástupci ministra námořnictva Mineo Osumimu zprávu k navrhovanému plánu výstavby císařského námořnictva. Po úpravách byl nakonec schválen plán výstavby 112 „pomocných“ plavidel (~ plavidla nespadající do kategorií omezených washingtonskou konferencí) včetně 48 torpédoborců (z toho 16 „první třídy“) v rozmezí let 1930 až 1936 a s plánovanou cenou 876 997 300 jenů. Námořní generální štáb rozhodl, že výstavba „speciálních torpédoborců“ bude ukončena ve prospěch menších torpédoborců. Dohady ministerstva námořnictva s ministerstvem financí ale přerušila londýnská konference. Ta – kromě jiného – uvalila omezení i na stavbu torpédoborců.
Dne 28. března 1931 schválil císařský sněm (帝國議会 Teikoku-gikai) na svém 59. zasedání „doplňovací program pomocných plavidel z roku 1931“ (známější jako „1. doplňovací program“ ~ 第一次補充計画 ~ Dai–iči–dži hodžú keikaku, či neoficiálně „program prvního kruhu“ ~ マル1計画 ~ Maru iči keikaku).
V rámci Maru iči keikaku byla schválena stavba dvanácti torpédoborců nové třídy Hacuharu. Z původně dvanácti jednotek bylo nakonec ve dvou podtřídách (podle projektu F-45) dokončeno pouze šest jednotek. Kvůli problémům s konstrukcí a stabilitou u již dokončených jednotek bylo rozhodnuto zbývajících šest jednotek z Maru iči keikaku postavit jako první sérii následující třídy Širacuju (projekt F-45D).
Projekt F-45 vypracoval zósen taisa (造船大佐 ~ námořní kapitán–lodní konstruktér) Kikuo Fudžimoto a jeho tým.

## Konstrukce

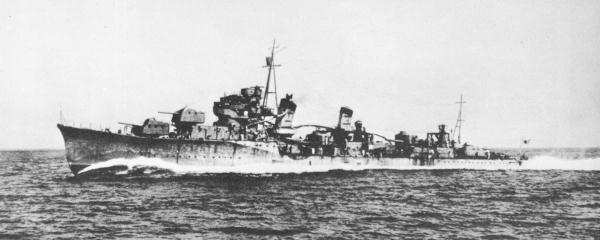
Nenohi v originální konfiguraci (s jednohlavňovou věží se 127mm kanónem v superpozici na přídi) během zkoušek v Tokijské zátoce

Torpédoborce třídy Hacuharu měly mít téměř stejnou výzbroj jako předchozí Fubuki, ale při mnohem menších rozměrech a výtlaku – pouhých 1400 tunách. To vedlo k přetížení nástaveb, malé stabilitě a velmi křehké konstrukci trupu (který nebyl nikterak silný ani u Fubuki, jak ukázal incident 4. loďstva). Pouze první dva torpédoborce – Hacuharu a Nenohi – byly dokončeny v původně plánované konfiguraci s mohutnou přední nástavbu se zakrytým můstkem, s jednohlavňovým 127mm kanónem typu 3. roku v superpozici na přídi a se třemi trojhlavňovými torpédomety.

### Pohon
Pohon zajišťovaly dvě sestavy turbín Kanpon. Každá sestava se skládala z jedné vysokotlaké a jedné nízkotlaké turbíny, které přes převodovku poháněly jednu hřídel. Každá sestava měla turbínu pro plavbu cestovní rychlostí, která byla přes převodovku napojena na vysokotlakou turbínu. Každá sestava měla výkon 21 000 k (15 445,5 kW) při 400 otáčkách lodního šroubu za minutu. Jedna sestava vážila 53 tun, přičemž 30 tun připadlo na turbíny a 23 tun na převodovky. Lodní šroub měl průměr 3,05 metrů a stoupání 3,7 metrů.
Strojovna měla délku 18,85 metrů, šířku 9,5 metrů a výšku 5,6 metrů. Na rozdíl od třídy Fubuki nebyla mezi oběma sestavami ve strojovně vodotěsná přepážka.
Jednotky třídy Hacuharu byly prvními japonskými torpédoborci, které používaly přehřátou páru. Tu generovaly tři vodotrubné kotle Ro-gó Kanpon šiki s předehřívači vzduchu a přehřívači páry. Každý kotel vážil (bez vody) 50 tun. Kotle byly umístěné ve třech kotelnách. Sekce kotelen měla celkovou délku 26,04 metrů, šířku 7,0 metrů a výšku 5,6 metrů. Spaliny z předních dvou kotlů odváděl mohutnější přední komín, kdežto zadní komín odváděl spaliny pouze za zadního kotle. Pára měla teplotu 300 °C a na Hacuharu a Nenohi měla původně tlak 2000 kPa, ale kvůli ztrátě tlaku cestou k turbínám bylo třeba zvýšit tlak generované páry na 2200 kPa. U následujících jednotek byl pracovní tlak páry již od počátku 2200 kPA.
Elektřinu zajišťoval jeden turbogenerátor o výkonu 100 kW a dva dieselgenerátory po 40 kW.

### VýzbrojHacuharuaNenohipo dokončení
Čtyři 127mm kanóny typu 3. roku byly umístěny na přídi a zádi ve dvou dvouhlavňových věžích modelu B modifikace 2 a pátý byl umístěn na přídi v jednohlavňové věži modelu A. Ačkoliv námořní generální štáb požadoval pouze dva tříhlavňové torpédomety, designér naplánoval umístění tří. Jeden zakrytovaný torpédomet typu 90 model 2 byl umístěn na platformě mezi oběma komíny a vyosen na levobok. Toto umístění mimo podélnou osu plavidla bylo vynuceno umístěním zásobníku rezervních torpéd na levoboku hned za torpédometem. Rovněž kvůli tomuto zásobníku byl zadní komín posunut doprava od podélné osy lodě. Druhý torpédomet se nacházel na palubě za zadním komínem a třetí torpédomet se nacházel na zadní nástavbě za (a nad) druhým torpédometem. Třetí torpédomet byl – kvůli umístění zásobníku druhého torpédometu – vyosen doprava.

## Problémy se stabilitou a související modifikace rozestavěných jednotek
Již během zkoušek prvních dvou jednotek se ukázalo, jak moc jsou nestabilní. Například během oficiálních torpédových zkoušek se Hacuharu při velké rychlosti a vychýlení kormidla o 10 ° nakláněla až o 38 °. To vedlo k prvním úpravám na Hacuharu a Nenohi: rozšíření trupu na vodorysce o 0,3 m přidáním výdutí. Stejná úprava byla realizována na Hacušimo a Wakaba během jejich stavby. V případě Ariake a Júgure byl trup rozšířen o 0,6 m, neboť tyto dvě jednotky byly v raném stádiu konstrukce. Dne 15. prosince 1933 byly kvůli změnám v plánech Ariake a Júgure (obě toho času na skluzu v loděnicích) vyčleněny jako samostatná třída Ariake. Dne 19. listopadu 1934 ale byly obě jednotky zařazeny zpátky do třídy Hacuharu jako podtřída stavěná podle modifikovaných plánů projektu F-45.
Katastrofa torpédovky Tomozuru – která se v březnu 1934 převrátila za bouře – byla draze zaplacenou lekcí důležitosti stability pro císařské námořnictvo. Bylo proto rozhodnuto třídu Hacuharu odlehčit. Hacuharu a Nenohi prošly přestavbou, zatímco následující dvě jednotky Hacušimo a Wakaba byly modifikovány ještě během stavby a plány Ariake a Júgure byly opět revidovány. Úpravy zahrnovaly odstranění zadního torpédometu, jeho zásobníku rezervních torpéd a zkrácení zadní nástavby, přesunutí 127mm jednohlavňové věže na záď, odlehčení hlavní nástavby (včetně odstranění platformy po předním 127mm jednohlavňovém kanónu), instalace přibližně 70 tun balastu (u Hacuharu 64 tun), etc… Dvouhlavňové věže na Ariake i Júgure byly modelu C, který měl elevaci omezenou na 55°. Obě jednotky druhé série měly být vybaveny zdvojeným vyváženým kormidlem. Konstruktéři si od toho slibovali zmenšení náklonu při zatáčení, ale při zkouškách se ukázalo, že došlo ke snížení rychlosti. Vzhledem k předchozím úpravám vedoucím ke zlepšení stability již byla instalace zdvojeného kormidla považována za zbytečnou. Proto byla na obou jednotkách tato kormidla vyměněna za jednoduché, částečně vyvážené kormidlo v podélné ose plavidla, což vedlo k nárůstu rychlosti o jeden uzel (1,85 km/h).

## Pozdější modifikace
Lodě byly postupně přijímány do služby od 30. září 1933 do 30. března 1935. Během této doby byly na již hotových jednotkách prováděny různé úpravy a rozestavěné jednotky byly upravovány během stavby. Po zařazení všech jednotek do služby došlo 26. září 1935 k incidentu 4. loďstva, který poukázal na nedostatečnou pevnost japonských lodních konstrukcí. To se týkalo i třídy Hacuharu a proto všechny jednotky prošly dalšími úpravami. Některé svařované spoje byly nahrazeny nýtovanými a byl přidán další balast (u Hacuharu bylo přidáno 20 tun na celkových 84 tun balastu). To mělo za následek další snížení maximální rychlosti.
Během další služby se další modifikace (u přežívajících jednotek) soustředily zejména na posílení protiletadlové výzbroje a instalaci radarů. V roce 1943 měly být demontovány 40mm kanóny a nahrazeny za 25mm kanóny typu 96 (zda se tak skutečně stalo záleželo i na osobních stycích velitele, či fukučó [副長 ~ výkonný důstojník] s lidmi v loděnici). V červnu 1944 měl mít Hacuharu celkem třináct 25mm kanónů (3xIII, 1xII a 2xI). Hacušimo nesl v době svého potopení (30. července 1945 jakožto poslední přežívající jednotka) 21 25mm kanónů (3xIII, 1xII a 10xI) a k tomu čtyři 13,2mm kulomety typu 93 (4xI).
K instalaci radarů došlo na přežívajících jednotkách až poměrně pozdě: pravděpodobně během roku 1944. Lodě pak nesly metrový přehledový radar 13-gó pro sledování vzdušných cílů a centimetrový přehledový radar 22-gó proti vzdušným i hladinovým cílům.

## Jednotky třídyHacuharu
| Jméno           | Loděnice        | Položení kýlu     | Spuštění          | Přijetí do služby | Osud                                                                                       |
| --------------- | --------------- | ----------------- | ----------------- | ----------------- | ------------------------------------------------------------------------------------------ |
| Hacuharu (初春) | arzenál Sasebo  | 14. května 1931   | 27. února 1933    | 30. září 1933     | 13. listopadu 1944 potopen americkými letadly v Manilské zátoce                            |
| Nenohi (子日)   | Uraga, Jokosuka | 15. prosince 1931 | 22. prosince 1932 | 30. září 1933     | 4. července 1942 potopen ponorkou USS Triton jihovýchodně od ostrova Attu                  |
| Wakaba (若葉)   | arzenál Sasebo  | 12. prosince 1931 | 18. března 1934   | 31. října 1934    | 24. října 1944 potopen letadly z USS Franklin jižně od ostrova Mindoro během bitvy u Leyte |
| Hacušimo (初霜) | Uraga, Jokosuka | 31. ledna 1933    | 4. listopadu 1933 | 27. září 1934     | 30. července 1945 během náletu letadel z TF 38 najel na minu v zátoce Mijazu               |
| Ariake (有明)   | Kawasaki, Kóbe  | 14. ledna 1933    | 23. září 1934     | 25. března 1935   | 28. července 1943 potopen bombardéry B-25 u mysu Gloucester                                |
| Júgure (夕暮)   | arzenál Maizuru | 9. dubna 1933     | 6. května 1934    | 30. března 1935   | 20. července 1943 potopen Avengery USMC severně od ostrova Vella Lavella                   |